# Burnot
El Burnot és un petit riu de Bèlgica que neix al Condroz al nucli Saint-Gérard de Mettet, un municipi de la província de Namur i desemboca al nucli Burnot-Rivière del municipi belga de Profondeville.
El seu cabal mitjà és de 42 m³ amb un màxim de 70 m³ el 2001 i un mínim de 30 m³ el 1997.